# Nahum Galmor
Nahum Galmor (* 17. August 1948 in Bukarest, Rumänien) ist ein italienisch-israelischer Unternehmer mit Wohnsitz in der Schweiz.
Er besaß seit 2003 den holländischen Konzern Thermphos, der nach eigenen Angaben der weltweit größte Hersteller von Phosphorchemikalien war.

## Karriere
Nahum Galmor studierte in den USA Wirtschaftswissenschaften und machte einen Master of Business Administration. Seit rund dreißig Jahre ist er in der chemischen Industrie tätig. Er arbeitete unter anderem als Generaldirektor für Transphos, eine Tochtergesellschaft der  Israel Chemicals, dem führenden Chemiekonzern in Israel, und als Direktor für die südafrikanische Firma Indian Ocean Fertilizer. Zu Beginn seiner Karriere war er Vizekonsul des israelischen Generalkonsulats in New York.
2002 übernahm Galmor die kasachische Firma Kazphosphate LLC, den größten Phosphat-Produzenten der ehemaligen Sowjetunion.
2003 übernahm Galmor zusammen mit weiteren privaten Investoren Thermphos, eine ehemalige Tochtergesellschaft des deutschen Chemieunternehmens Hoechst AG.
Unter Galmor spielt Thermphos eine führende Rolle in der Konsolidierung des internationalen Phosphormarktes. So baute er als Aufsichtsratsvorsitzender Thermphos durch diverse Firmenübernahmen strategisch aus und führte den Rohstofflieferanten Kazphosphate und den Rohstoffverarbeiter Thermphos wirtschaftlich eng zusammen. Dies erwies sich für beide Firmen als sehr einträglich:
Kazphosphate steigerte den Umsatz von 26 Millionen Dollar (2000) auf 183 Millionen Dollar (2006). Thermphos verdreifachte den Umsatz von 237 Millionen Euro (1999) auf 714 Millionen Euro (2008) und machte einen Gewinn nach Steuern von 124 Millionen Euro (1999: 4 Millionen Euro).
2007 verkaufte Galmor Kazphosphate für geschätzte 120 Millionen Dollar an Nurlan Bisakow.

## Kontroverse

### Anklage in Israel
Galmor wurde im Oktober 2009 in Israel wegen „betrügerischer Erlangung von Gütern oder Vorteilen“ (englisch fraudulently obtaining goods or benefits) angeklagt. Ihm wird vorgeworfen, er habe zusammen mit dem umstrittenen israelisch-russischen Geschäftsmann Arcadi Gaydamak die Thermphos-Aktionäre getäuscht.
Die Staatsanwaltschaft in Tel Aviv behauptet, Galmor sei bei den Verhandlungen für den Kauf der Thermphos nur als Strohmann für Gaydamak aufgetreten, und er habe 50 Millionen Dollar, die von Gaydamak stammten, als sein eigenes Geld ausgegeben. Gaydamak habe seine Identität verschleiert, weil er gewusst habe, dass die Thermphos-Aktionäre ihm die Firma wegen seines Rufs nicht verkaufen würden.
Galmor bestreitet die Vorwürfe. Er sagt, er habe den Aktionären nie verschwiegen, dass Gaydamak anfänglich zur Investorengruppe gehört habe. Als sich abgezeichnet habe, dass eine finanzielle Beteiligung Gaydamaks zum Problem werden könnte, habe er eine andere Finanzierung gesucht und gefunden.
Das israelische Strafverfahren gilt in den Medien als umstritten: Laut der holländischen Tageszeitung NRC Handelsblad führe die israelische Staatsanwaltschaft das Verfahren auf dünner Beweislage und habe keine Beweise, dass das Geld für den Kauf der Thermphos tatsächlich von Gaydamak stamme.
Die israelische Wirtschaftszeitung The Marker kritisierte die Untersuchung gegen Gaydamak als politisch motiviert und schrieb, wichtige Zeugen und frühere Thermphos-Aktionäre seien von der Staatsanwaltschaft gar nicht befragt worden.

### Chemie-Exporte in den Iran
Galmor und Thermphos wurden im Oktober 2009 von der niederländischen Boulevard-Zeitung De Telegraaf mit dem Verkauf von Chemiewaffen in Verbindung gebracht: Der israelische Geheimdienst habe laut diesem Artikel versucht, den Verkauf der Thermphos an Galmor zu verhindern, weil er befürchtete, Thermphos könnte für den Handel mit chemischen Produkten mit dem Iran missbraucht werden.
Der niederländische Justizminister räumte am 27. Januar 2010 auf eine parlamentarische Anfrage hin allerdings jeden Verdacht aus, dass Thermphos Bestandteile zur Herstellung chemischer Waffen produziert oder verkauft haben könnte. Es gebe keine Beweise, dass Thermphos überhaupt chemische Produkte an den Iran geliefert habe.